# Sara Santostasi
Sara Santostasi (Anzio, 24 gennaio 1993) è un'attrice e ballerina italiana.

## Biografia
Dopo aver esordito nel cortometraggio Ali del 2000, lavora in campo pubblicitario e partecipando a delle sfilate per poi intraprendere la carriera di attrice sul piccolo e grande schermo. Tra i suoi primi lavori per il cinema, ricordiamo i film Uomini & donne, amori & bugie (2003), sceneggiatura e regia di Eleonora Giorgi, all'esordio come regista, e I giorni dell'abbandono (2005), regia di Roberto Faenza, in cui è Ilaria, figlia di Olga, ruolo interpretato da Margherita Buy. Nel 2011 è una delle protagoniste del film Balla con noi.
Numerose le partecipazioni a fiction televisive di produzione italiana, tra cui: Casa famiglia 2 (2003), con cui esordisce sul piccolo schermo come attrice, Don Matteo 4 (2004) e Incantesimo 8 (2005), in entrambe con il ruolo di Camilla e la miniserie in sei puntate, Donna detective (2007), regia di Cinzia TH Torrini, in cui è Ludovica, uno dei tre figli dei protagonisti che hanno i volti di Lucrezia Lante della Rovere e Kaspar Capparoni, ruolo interpretato anche nella seconda stagione in onda nel 2010.
Nel 2009 è la protagonista della sitcom Chiamatemi Giò, nata dalla collaborazione tra la Rai e la Disney, in cui vediamo l'attrice cimentarsi nel ruolo dell'adolescente Giò. Nel 2011 partecipa, in coppia con Umberto Gaudino, alla settima edizione di Ballando con le stelle, classificandosi in seconda posizione.
Nell'agosto 2011, dopo il successo nello show di Milly Carlucci, è stata operata alle corde vocali per un polipo che si era formato nella gola. L'intervento si è svolto in un ospedale di Verona e l'intervento è andato a buon fine.
Nell'ottobre 2011 ha interpretato il ruolo di Felicia Orsini, moglie di Marcantonio II Colonna (ruolo interpretato da Raimondo Todaro), ammiraglio vincitore della battaglia di Lepanto del 1571, durante il corteo storico in costume che si svolge ogni anno durante la celebre Sagra dell'uva di Marino, in provincia di Roma. Nello stesso mese ha interpretato il ruolo di una delle due sorellastre da bambina nella miniserie televisiva Cenerentola.
Dal 9 ottobre al 28 dicembre 2014 ha interpretato il ruolo di Frances "Baby" Housemann nel musical Dirty Dancing: The Classic Story on Stage, al Teatro Nazionale di Milano, tratto dall'omonimo film.

## Filmografia

### Cinema
- Uomini & donne, amori & bugie, regia di Eleonora Giorgi (2003)
- I giorni dell'abbandono, regia di Roberto Faenza (2005)
- Balla con noi, regia di Cinzia Bomoll (2011)

### Televisione
- Casa famiglia– serie TV (2003)
- Un papà quasi perfetto - miniserie TV (2003)
- Un medico in famiglia - serie TV (2003)
- Angels in America - miniserie TV (2003)
- Don Matteo - serie TV, 24 episodi (2004)
- Incantesimo - soap opera (2005)
- I Cesaroni - serie TV, episodio 1x18 (2006)
- Donna detective - miniserie TV (2007)
- Il commissario Manara - miniserie TV (2009)
- Chiamatemi Giò - serie TV, 35 episodi (2009)
- Donna detective - serie TV, 12 episodi (2010)
- Cenerentola - miniserie TV, episodi 1x01-1x02 (2011)

### Cortometraggi
- Ali (2000)

## Teatro
- Dirty Dancing: The Classic Story on Stage – musical (2014-2018)

## Altre esperienze
- Partecipazione allo show televisivo Ballando con le stelle (2011).
- Partecipazione agli spettacoli organizzati da Ragazzi e Cinema, a Oggiono, Cernusco sul Naviglio e Olevano Romano.
- Videoclip Niente è per sempre, di Neks (2012).
- Partecipazione alla campagna di comunicazione dell'app Immuni con Flavio Insinna (2020).